# Балада о кондуктерки
„Балада о кондуктерки” је југословенски кратки филм из 1968. године. Режирао га је Дренко Ораховац који је са Василијем Шујићем написао и сценарио.

## Улоге
| Глумац            | Улога |
| ----------------- | ----- |
| Никола Чобановић  |       |
| Добрила Илић      |       |
| Владимир Вучковић |       |